# Federal Way
Federal Way est une ville américaine située dans le comté de King dans l'État de Washington. La population de la ville était estimée en 2020 à 101 030 habitants. La ville, située en banlieue sud de Seattle, est le plus souvent considérée comme une ville-dortoir et se situe au bord du Puget Sound. Les villes voisines sont Des Moines, Kent, Auburn, Milton, Tacoma et Fife.
La ville a été incorporée en 1990 et doit son nom à la route, l'U.S. Route 99, reliant Everett à Olympia.
Weyerhaeuser, entreprise de l'industrie du papier et du bois, est basée à Federal Way.

## Jumelages
- Donghae (Corée du Sud)
- Hachinohe (Japon)
- Rivne (Ukraine)